# Ореаска (Дамбовица)
Ореаска (рум. Oreasca) насеље је у Румунији у округу Дамбовица у општини Лунгулецу. Oпштина се налази на надморској висини од 139 m.

## Становништво
Према подацима из 2002. године у насељу је живело 27 становника, од којих су сви румунске националности.